# M. J. Bassett
M. J. Bassett, nata Michael J. Bassett (Newport, 1968), è una regista e sceneggiatrice britannica.

## Biografia
Bassett è nata e cresciuta a Newport, Shropshire, dove studia presso la Adams Grammar School. Fin da bambina si appassiona alla natura, desiderando diventare una veterinaria. Dopo i sedici anni abbandona la scuola e inizia a lavorare come assistente alla regia per vari documentari naturalistici, trascorrendo oltre 18 mesi tra Africa e Asia, raccogliendo molto materiale fotografico. Dopo questa esperienza torna a studiare, cercando di ottenere una laurea in zoologia.
Dopo gli studi, cerca un posto di lavoro presso varie emittenti televisive, come conduttrice di programmi legati al mondo della natura e degli animali. Ottiene un lavoro alla ITV, come conduttrice del programma per bambini Get Fresh, spiegando ai più piccoli il mondo della natura. In seguito lavora in altri programmi TV, dando la voce al pupazzo Scally the Dog all'interno del programma per bambini Children's ITV. Abbandonata la carriera televisiva, decide di diventare regista cinematografico, dopo aver prodotto alcuni cortometraggi in 16 mm e aver lavorato a diverse sceneggiature, diventa assistente costumista di Stefan Schwartz per suo film del 1997 Big Fish - Sparando al pesce.
Nel 2002 lavora nuovamente per Stefan Schwartz, come assistente regista nel film Il club dei rapimenti, successivamente scrive una sceneggiatura intitolata No Man's Land, che propone a diversi molti Studios, ma quando Bassett impone che sia lei stessa a dirigere la pellicola, gli Studios rifiutano. Dopo vari tentativi nel 2002 trova uno Studios disposto a produrre il suo film, il titolo viene cambiato in Deathwatch, segnando così il suo debutto come regista cinematografico. Deathwatch è un film ambientato durante la prima guerra mondiale con Jamie Bell e Andy Serkis. Nel 2006 torna dietro la macchina da presa con l'horror Wilderness, mentre nel 2009 dirige Solomon Kane, basato sull'omonimo personaggio letterario creato da Robert E. Howard nel 1928.

## Vita privata
Nel 2017 Bassett dichiarò di essere transgender. Ha tre figli: Isabel, Maddie e Tom.

## Filmografia

### Regista
- Deathwatch - La trincea del male (2002)
- Wilderness (2006)
- Solomon Kane (2009)
- Silent Hill: Revelation 3D (2012)
- Inside Man: Most Wanted (2019)
- Rogue - Missione ad alto rischio (Rogue) (2020)
- Endangered Species - Caccia mortale (2021)
- Red Sonja (2024)